# تروی (میشیگان)
تروی (به انگلیسی: Troy) یک شهر در ایالات متحده آمریکا است که با ۸۰٬۹۸۰ نفر جمعیت در ایالت میشیگان واقع شده‌است.